# Survivor Series (2002)
Survivor Series (2002) — шестнадцатое в истории PPV-шоу Survivor Series, производства американского рестлинг-промоушна World Wrestling Entertainment (WWE). Шоу прошло 17 ноября 2002 года в «Мэдисон-сквер-гарден» в Нью-Йорке, Нью-Йорк, США. Оно проводилось для рестлеров из брендов Raw и SmackDown!. Официальной тематической песней была «Always» группы Saliva, которая исполнила эту песню и вступительную музыку Криса Джерико.
Главным событием на бренда Raw стал первый в истории матч Elimination Chamber за звание чемпиона мира в тяжелом весе с участием действующего чемпиона Трипл Эйча, Шона Майклза, Криса Джерико, Букера Ти, Роба Ван Дама и Кейна. Это было второе шоу Survivor Series, в котором не было матчей на выбывание, первое было в 1998 году.

## Результаты
| #                                                                    | Матч | Тип матча                                                      | Время |
| -------------------------------------------------------------------- | --- | -------------------------------------------------------------- | ----- |
| 1H                                                                   | Лэнс Шторм и Уильям Ригал победили Голдаста и Урагана                                                                     | Командный матч                                                 | 3:01  |
| 2                                                                    | «Братья Дадли» (Бубба Рэй Дадли и Спайк Дадли) и Джефф Харди победили «3-минутное предупреждение» (Роузи и Джамал) и Рико | Матч со столами на выбывание                                   | 14:22 |
| 3                                                                    | Билли Кидман победил Джейми Ноубла (с) (с Нидией)                                                                         | Одиночный матч за титул чемпиона WWE в первом тяжёлом весе     | 7:29  |
| 4                                                                    | Виктория победила Триш Стратус (c)                                                                                        | Хардкорный матч за титул чемпиона WWE среди женщин             | 7:01  |
| 5                                                                    | Биг Шоу победил Брока Леснара (c) (с Полом Хейманом)                                                                      | Одиночный матч за титул чемпиона WWE                           | 4:19  |
| 6                                                                    | «Лос Геррерос» (Эдди Герреро и Чаво Герреро) победили Эджа и Рея Мистерио (c) и Курта Энгла и Криса Бенуа                 | Тройной матч на выбывание за титул командных чемпионов WWE     | 19:25 |
| 7                                                                    | Шон Майклз победил Трипл Эйча (c) (с Риком Флэром), Криса Джерико, Кейна, Букера Ти и Роба Ван Дама                       | Матч Elimination Chamber за титул чемпиона мира в тяжёлом весе | 39:20 |
| H — означает матч на Sunday Night Heat (c) — чемпион на начало матча | |                                                                |       |